# Lekkoatletyka na Letnich Igrzyskach Olimpijskich 2004
Lekkoatletyka na XXVIII Letnich Igrzyskach Olimpijskich w Atenach rozgrywana była na Stadionie Olimpijskim. Jedynie pchnięcie kulą rozegrano na antycznym stadionie w Olimpii. Bieg maratoński rozegrano na historycznej trasie z Maratonu do Aten z metą na stadionie Panathinaikos, na którym rozegrano pierwsze nowożytne igrzyska w 1896.
Za stosowanie dopingu zostało zdyskwalifikowanych wielu lekkoatletów, w tym:
- ukraiński kulomiot Jurij Biłonoh (utracił złoty medal, brązowym medalistą tym samym został Hiszpan Manuel Martínez)[1];
- węgierski dyskobol Róbert Fazekas (utracił złoty medal, brązowym medalistą tym samym został Aleksander Tammert);
- węgierski młociarz Adrián Annus oraz białoruski młociarz Iwan Cichan (w konkurencji rzutu młotem ostatecznie zdecydowano się przyznać wyłącznie złoty medal, otrzymał go Kōji Murofushi, drugie i trzecie miejsce nienagrodzone za to medalem zajęli odpowiednio Eşref Apak oraz Wadzim Dziewiatouski)[1][2];
- rosyjskie kulomiotki Irina Korżanienko i Swietłana Kriwielowa (pierwsza z lekkoatletek straciła złoty medal, tym samym brąz trafił do Kriwielowej, która z kolei utraciła ten medal, w późniejszym czasie zapadła decyzja, że nikt nie zostanie uhonorowany brązowym medalem w konkurencji pchnięcia kulą kobiet)[1][3];
- białoruska dyskobolka Iryna Jatczanka (utraciła brązowy medal, który z kolei trafił do Czeszki Věry Pospíšilovej-Cechlovej);
- amerykańska sprinterka Crystal Cox (była członkinią sztafety 4 × 400 m, która zdobyła złoty medal na igrzyskach, ale krążek utraciła wyłącznie ona).

## Rezultaty

### Mężczyźni
| Konkurencja                               | 1. miejsce | Wynik     | 2. miejsce                                                                                      | Wynik     | 3. miejsce                                                           | Wynik     |
| ----------------------------------------- | --- | --------- | ----------------------------------------------------------------------------------------------- | --------- | -------------------------------------------------------------------- | --------- |
| Bieg na 100 m (szczegóły)                 | Justin Gatlin                                                                                                  | 9,85      | Francis Obikwelu                                                                                | 9,86      | Maurice Greene                                                       | 9,87      |
| Bieg na 200 m (szczegóły)                 | Shawn Crawford                                                                                                 | 19,79     | Bernard Williams                                                                                | 20,01 =   | Justin Gatlin                                                        | 20,03     |
| Bieg na 400 m (szczegóły)                 | Jeremy Wariner                                                                                                 | 44,00     | Otis Harris                                                                                     | 44,16     | Derrick Brew                                                         | 44,42     |
| Bieg na 800 m (szczegóły)                 | Jurij Borzakowski                                                                                              | 1:44,45   | Mbulaeni Mulaudzi                                                                               | 1:44,61   | Wilson Kipketer                                                      | 1:44,65   |
| Bieg na 1500 m (szczegóły)                | Hicham El Guerrouj                                                                                             | 3:34,18   | Bernard Lagat                                                                                   | 3:34,30   | Rui Silva                                                            | 3:34,68   |
| Bieg na 5000 m (szczegóły)                | Hicham El Guerrouj                                                                                             | 13:14,39  | Kenenisa Bekele                                                                                 | 13:14,59  | Eliud Kipchoge                                                       | 13:15,10  |
| Bieg na 10 000 m (szczegóły)              | Kenenisa Bekele                                                                                                | 27:05,10  | Sileshi Sihine                                                                                  | 27:09,39  | Zersenay Tadese                                                      | 27:22,57  |
| Maraton (szczegóły)                       | Stefano Baldini                                                                                                | 2:10:55   | Meb Keflezighi                                                                                  | 2:11:29   | Vanderlei de Lima                                                    | 2:12:11   |
| Bieg na 3000 m z przeszkodami (szczegóły) | Ezekiel Kemboi                                                                                                 | 8:05,81   | Brimin Kipruto                                                                                  | 8:06,11   | Paul Kipsiele Koech                                                  | 8:06,64   |
| Bieg na 110 m przez płotki (szczegóły)    | Liu Xiang | 12,91 =   | Terrence Trammell                                                                               | 13,18     | Anier García                                                         | 13,20     |
| Bieg na 400 m przez płotki (szczegóły)    | Félix Sánchez                                                                                                  | 47,63     | Danny McFarlane                                                                                 | 48,11     | Naman Keïta                                                          | 48,26     |
| Sztafeta 4 × 100 m (szczegóły)            | Wielka Brytania Jason Gardener · Darren Campbell · Marlon Devonish · Mark Lewis-Francis                        | 38,07     | Stany Zjednoczone Shawn Crawford · Justin Gatlin · Coby Miller · Maurice Greene · Darvis Patton | 38,08     | Nigeria Olusoji Fasuba · Uchenna Emedolu · Aaron Egbele · Deji Aliu  | 38,23     |
| Sztafeta 4 × 400 m (szczegóły)            | Stany Zjednoczone Otis Harris · Derrick Brew · Jeremy Wariner · Darold Williamson · Kelly Willie · Andrew Rock | 2:55,91   | Australia John Steffensen · Mark Ormrod · Patrick Dwyer · Clinton Hill                          | 3:00,60   | Nigeria James Godday · Musa Audu · Saul Weigopwa · Enefiok Udo-Obong | 3:00,90   |
| Chód na 20 km (szczegóły)                 | Ivano Brugnetti                                                                                                | 1:19:40   | Francisco Javier Fernández                                                                      | 1:19:45   | Nathan Deakes                                                        | 1:20:02   |
| Chód na 50 km (szczegóły)                 | Robert Korzeniowski                                                                                            | 3:38:46   | Dienis Niżegorodow                                                                              | 3:42:50   | Aleksiej Wojewodin                                                   | 3:43:34   |
| Skok wzwyż (szczegóły)                    | Stefan Holm | 2,36 =    | Matt Hemingway                                                                                  | 2,34      | Jaroslav Bába                                                        | 2,34      |
| Skok o tyczce (szczegóły)                 | Timothy Mack                                                                                                   | 5,95      | Toby Stevenson                                                                                  | 5,90      | Giuseppe Gibilisco                                                   | 5,85      |
| Skok w dal (szczegóły)                    | Dwight Phillips                                                                                                | 8,59      | John Moffitt                                                                                    | 8,47      | Joan Lino Martínez                                                   | 8,32      |
| Trójskok (szczegóły)                      | Christian Olsson                                                                                               | 17,79     | Marian Oprea                                                                                    | 17,55     | Daniił Burkienia                                                     | 17,48     |
| Pchnięcie kulą (szczegóły)                | Adam Nelson | 21,16     | Joachim Olsen                                                                                   | 21,07     | Manuel Martínez                                                      | 20,84     |
| Rzut dyskiem (szczegóły)                  | Virgilijus Alekna                                                                                              | 69,89     | Zoltán Kővágó                                                                                   | 67,04     | Aleksander Tammert                                                   | 66,66     |
| Rzut młotem (szczegóły)                   | Kōji Murofushi                                                                                                 | 82,91     | –                                                                                               | –         | –                                                                    | –         |
| Rzut oszczepem (szczegóły)                | Andreas Thorkildsen                                                                                            | 86,50     | Vadims Vasiļevskis                                                                              | 84,95     | Siergiej Makarow                                                     | 84,84     |
| Dziesięciobój (szczegóły)                 | Roman Šebrle                                                                                                   | 8893 pkt. | Bryan Clay                                                                                      | 8820 pkt. | Dmitrij Karpow                                                       | 8725 pkt. |

### Kobiety
| Konkurencja                            | 1. miejsce | Wynik     | 2. miejsce | Wynik     | 3. miejsce                                                                                 | Wynik     |
| -------------------------------------- | --- | --------- | --- | --------- | ------------------------------------------------------------------------------------------ | --------- |
| Bieg na 100 m (szczegóły)              | Julija Nieściarenka | 10,93     | Lauryn Williams                                                                                                   | 10,96     | Veronica Campbell                                                                          | 10,97     |
| Bieg na 200 m (szczegóły)              | Veronica Campbell | 22,05     | Allyson Felix | 22,18     | Debbie Ferguson-McKenzie                                                                   | 22,30     |
| Bieg na 400 m (szczegóły)              | Tonique Williams-Darling | 49,41     | Ana Guevara | 49,56     | Natalja Antiuch                                                                            | 49,89     |
| Bieg na 800 m (szczegóły)              | Kelly Holmes | 1:56,38   | Hasna Benhassi | 1:56,43   | Jolanda Čeplak                                                                             | 1:56,43   |
| Bieg na 1500 m (szczegóły)             | Kelly Holmes | 3:57,90   | Tatjana Tomaszowa                                                                                                 | 3:58,12   | Maria Cioncan                                                                              | 3:58,39   |
| Bieg na 5000 m (szczegóły)             | Meseret Defar | 14:45,65  | Isabella Ochichi                                                                                                  | 14:48,19  | Tirunesh Dibaba                                                                            | 14:51,83  |
| Bieg na 10 000 m (szczegóły)           | Xing Huina | 30:24,36  | Ejegayehu Dibaba                                                                                                  | 30:24,98  | Derartu Tulu                                                                               | 30:26,42  |
| Maraton (szczegóły)                    | Mizuki Noguchi | 2:26:20   | Catherine Ndereba                                                                                                 | 2:26:32   | Deena Kastor                                                                               | 2:27:20   |
| Bieg na 100 m przez płotki (szczegóły) | Joanna Hayes | 12,37     | Ołena Krasowśka                                                                                                   | 12,45     | Melissa Morrison-Howard                                                                    | 12,56     |
| Bieg na 400 m przez płotki (szczegóły) | Fani Chalkia | 52,82     | Ionela Târlea | 53,38     | Tetiana Tereszczuk-Antipowa                                                                | 53,44     |
| Sztafeta 4 × 100 m (szczegóły)         | Jamajka Tayna Lawrence · Sherone Simpson · Aleen Bailey · Veronica Campbell · Beverly McDonald                              | 41,73     | Rosja Olga Fiodorowa · Julija Tabakowa · Irina Chabarowa · Łarisa Krugłowa                                        | 42,27     | Francja Véronique Mang · Muriel Hurtis · Sylviane Félix · Christine Arron                  | 42,54     |
| Sztafeta 4 × 400 m (szczegóły)         | Stany Zjednoczone DeeDee Trotter · Monique Henderson · Sanya Richards · Monique Hennagan · Moushaumi Robinson · Crystal Cox | 3:19,01   | Rosja Olesia Krasnomowiec · Natalja Nazarowa · Olesia Zykina · Natalja Antiuch · Tatjana Firowa · Natalja Iwanowa | 3:20,16   | Jamajka Novlene Williams · Michelle Burgher · Nadia Davy · Sandie Richards · Ronetta Smith | 3:22,00   |
| Chód na 20 km (szczegóły)              | Atanasia Tsumeleka | 1:29:12   | Olimpiada Iwanowa                                                                                                 | 1:29:16   | Jane Saville                                                                               | 1:29:25   |
| Skok wzwyż (szczegóły)                 | Jelena Slesarienko | 2,06      | Hestrie Cloete | 2,02      | Wiktorija Stiopina                                                                         | 2,02      |
| Skok o tyczce (szczegóły)              | Jelena Isinbajewa | 4,91      | Swietłana Fieofanowa                                                                                              | 4,75      | Anna Rogowska                                                                              | 4,70      |
| Skok w dal (szczegóły)                 | Tatjana Lebiediewa | 7,07      | Irina Simagina | 7,05      | Tatjana Kotowa                                                                             | 7,05      |
| Trójskok (szczegóły)                   | Françoise Mbango Etone | 15,30     | Chrisopiji Dewedzi                                                                                                | 15,25     | Tatjana Lebiediewa                                                                         | 15,14     |
| Pchnięcie kulą (szczegóły)             | Yumileidi Cumbá | 19,59     | Nadine Kleinert                                                                                                   | 19,55     | –                                                                                          | –         |
| Rzut dyskiem (szczegóły)               | Natalja Sadowa | 67,02     | Anastasia Kielesidu                                                                                               | 66,68     | Věra Pospíšilová-Cechlová                                                                  | 66,08     |
| Rzut młotem (szczegóły)                | Olga Kuzienkowa | 75,02     | Yipsi Moreno | 73,36     | Yunaika Crawford                                                                           | 73,16     |
| Rzut oszczepem (szczegóły)             | Osleidys Menéndez | 71,53     | Steffi Nerius | 65,82     | Mirela Maniani                                                                             | 64,29     |
| Siedmiobój (szczegóły)                 | Carolina Klüft | 6952 pkt. | Austra Skujytė | 6435 pkt. | Kelly Sotherton                                                                            | 6424 pkt. |

## Klasyfikacja medalowa
Opracowano na podstawie materiałów źródłowych. Kolorem niebieskim oznaczono kraj organizujący igrzyska.
| Miejsce | Państwo           | Złoto | Srebro | Brąz | Razem |
| ------- | ----------------- | ----- | ------ | ---- | ----- |
| 1.      | Stany Zjednoczone | 9     | 11     | 5    | 25    |
| 2.      | Rosja             | 6     | 7      | 6    | 19    |
| 3.      | Wielka Brytania   | 3     | 0      | 1    | 4     |
| 4.      | Szwecja           | 3     | 0      | 0    | 3     |
| 5.      | Etiopia           | 2     | 3      | 2    | 7     |
| 6.      | Grecja            | 2     | 2      | 1    | 5     |
| 7.      | Jamajka           | 2     | 1      | 2    | 5     |
| 7.      | Kuba              | 2     | 1      | 2    | 5     |
| 9.      | Maroko            | 2     | 1      | 0    | 3     |
| 10.     | Włochy            | 2     | 0      | 1    | 3     |
| 11.     | Chiny             | 2     | 0      | 0    | 2     |
| 11.     | Japonia           | 2     | 0      | 0    | 2     |
| 13.     | Kenia             | 1     | 4      | 2    | 7     |
| 14.     | Litwa             | 1     | 1      | 0    | 2     |
| 15.     | Czechy            | 1     | 0      | 2    | 3     |
| 16.     | Bahamy            | 1     | 0      | 1    | 2     |
| 16.     | Polska            | 1     | 0      | 1    | 2     |
| 18.     | Białoruś          | 1     | 0      | 0    | 1     |
| 18.     | Dominikana        | 1     | 0      | 0    | 1     |
| 18.     | Kamerun           | 1     | 0      | 0    | 1     |
| 18.     | Norwegia          | 1     | 0      | 0    | 1     |
| 22.     | Rumunia           | 0     | 2      | 1    | 3     |
| 23.     | Niemcy            | 0     | 2      | 0    | 2     |
| 23.     | Południowa Afryka | 0     | 2      | 0    | 2     |
| 25.     | Australia         | 0     | 1      | 2    | 3     |
| 25.     | Hiszpania         | 0     | 1      | 2    | 3     |
| 25.     | Ukraina           | 0     | 1      | 2    | 3     |
| 28.     | Dania             | 0     | 1      | 1    | 2     |
| 28.     | Portugalia        | 0     | 1      | 1    | 2     |
| 30.     | Łotwa             | 0     | 1      | 0    | 1     |
| 30.     | Meksyk            | 0     | 1      | 0    | 1     |
| 30.     | Węgry             | 0     | 1      | 0    | 1     |
| 33.     | Francja           | 0     | 0      | 2    | 2     |
| 33.     | Nigeria           | 0     | 0      | 2    | 2     |
| 35.     | Brazylia          | 0     | 0      | 1    | 1     |
| 35.     | Erytrea           | 0     | 0      | 1    | 1     |
| 35.     | Estonia           | 0     | 0      | 1    | 1     |
| 35.     | Kazachstan        | 0     | 0      | 1    | 1     |
| 35.     | Słowenia          | 0     | 0      | 1    | 1     |
| Razem   | Razem             | 46    | 45     | 44   | 135   |